# Hanna Popowska-Taborska
Hanna Popowska-Taborska (ur. 22 marca 1930 w Warszawie, zm. 6 grudnia 2022 tamże) – polska językoznawczyni i badaczka kaszubszczyzny.

## Życiorys
Urodziła się w rodzinie lekarza pediatry Stanisława Popowskiego i Marii z Grabowskich, tłumaczki literatury rosyjskiej.
W 1952 roku ukończyła studia polonistyczne na Uniwersytecie Łódzkim. Do 1954 roku pracowała w Państwowym Instytucie Wydawniczym w Warszawie, następnie w Polskiej Akademii Nauk, a w rok później podjęła pracę w Zakładzie Słowianoznawstwa, przekształconym w Instytut Słowianoznawstwa i wreszcie w Instytut Slawistyki Polskiej Akademii Nauk. Doktoryzowała się na podstawie pracy pt. Centralne zagadnienie wokalizmu kaszubskiego (kaszubska zmiana ę >i oraz ĭ, y, ŭ > ë”) napisanej pod opieką prof. Zdzisława Stiebera (1959) i habilitowała (1966) na Uniwersytecie Warszawskim. W 1972 otrzymała tytuł profesora nadzwyczajnego, a siedem lat później profesora zwyczajnego. W latach 50. poświęciła się badaniom terenowym wśród ludności kaszubskiej i słowińskiej. Autorka i współautorka wielu dzieł poświęconych językowi kaszubskiemu, m.in. wielotomowego Atlasu językowego kaszubszczyzny i Słownika etymologicznego kaszubszczyzny. Jej zdaniem Przysięgom słowińskim z Wierzchocina: „...zawdzięczamy znaczną ilość kaszubizmów leksykalnych...”. 
23 sierpnia 1980 dołączyła do apelu 64 uczonych, pisarzy i publicystów do władz komunistycznych o podjęcie dialogu ze strajkującymi robotnikami.
Za udział w ratowaniu Żydów (m.in. szkolnej przyjaciółki Bianki Perlmutter) podczas okupacji niemieckiej została wyróżniona tytułem Sprawiedliwa wśród Narodów Świata (1994).
W 1999 została uhonorowana tytułem doktora honoris causa Uniwersytetu Gdańskiego. W 2012 otrzymała Nagrodę Prezesa Rady Ministrów za wybitne osiągnięcia naukowe (z prof. Wiesławem Borysiem) przyznana za „Słownik etymologiczny kaszubszczyzny”.
Była żoną Romana Taborskiego, teatrologa, profesora Instytutu Kultury Polskiej Uniwersytetu Warszawskiego.
Zmarła w Warszawie, pochowana na cmentarzu Powązkowskim (kwatera 218-6-29,30).

## Główne prace
- Centralne zagadnienie wokalizmu kaszubskiego (kaszubska zmiana ę >i oraz ĭ, y, ŭ > ë), Zakład Narodowy im. Ossolińskich, Wrocław 1961.
- Atlas językowy kaszubszczyzny i dialektów sąsiednich, oprac. Zespół Zakładu Słowianoznawstwa PAN, t. I–VI pod kier. Z. Stiebera; t. VII–XV pod kier. H. Popowskiej-Taborskiej, Wrocław 1964–1978.
- Bartłomiej z Bydgoszczy. Leksykograf polski pierwszej połowy XVI w., Ossolineum, Wrocław 1977 (współautorka: Irena Kwilecka)
- Kaszubszczyzna: zarys dziejów, PWN, Warszawa 1980.
- Z dawnych podziałów Słowiańszczyzny: Słowiańska alternacja (j)e-: o-, Wrocław 1984.
- Szkice z kaszubszczyzny: dzieje, zabytki, słownictwo, Gdańsk 1986.
- Wczesne dzieje Słowian w świetle ich języka, Wrocław 1991.
- Leksyka kaszubska na tle słowiańskim, Warszawa 1996 (wspólnie z W. Borysiem).
- Słownik etymologiczny kaszubszczyzny, t. I–V, Warszawa 1994–2006 (wspólnie z W. Borysiem).
- Słowiańskie słowniki gwarowe, red. H. Popowska-Taborska, Warszawa 2000.

## Ordery i odznaczenia
- Krzyż Oficerski Orderu Odrodzenia Polski (2002)[11]
- Złoty Krzyż Zasługi (1973)[4]
- Medal Stolema (1979)[12]
- Medal im. Bernarda Chrzanowskiego „Poruszył Wiatr od Morza” (1997)[6]
- Medal Sprawiedliwa wśród Narodów Świata (1994)[8]